# إيان كارمايكل
إيان كارمايكل (بالإنجليزية: Ian Carmichael) هو ممثل بريطاني، ولد في 18 يونيو 1920 في المملكة المتحدة، وتوفي بنفس المكان في 5 فبراير 2010.

## وصلات خارجية
- إيان كارمايكل على موقع IMDb (الإنجليزية)
- إيان كارمايكل على موقع ألو سيني (الفرنسية)
- إيان كارمايكل على موقع ميوزك برينز (الإنجليزية)
- إيان كارمايكل على موقع أول موفي (الإنجليزية)
- إيان كارمايكل على موقع قاعدة بيانات برودواي على الإنترنت (الإنجليزية)
- إيان كارمايكل على موقع قاعدة بيانات الأفلام السويدية (السويدية)
- إيان كارمايكل على موقع إن إن دي بي (الإنجليزية)
- إيان كارمايكل على موقع قاعدة بيانات الفيلم (الإنجليزية)
- إيان كارمايكل على موقع كينوبويسك (الروسية)